# Casamaría
Casamaría es una localidad del municipio cántabro de Herrerías, en España. En el año 2008 contaba con 69 habitantes (INE). Está a 99 m s. n. m. y dista 4,5 kilómetros de la capital municipal, Bielva. Celebra la fiesta de la Virgen de Loreto el primer fin de semana de septiembre, tratándose de una fiesta popular en la que se bendice el ramu, ofreciéndoselo a la Virgen, para pasar a celebrar por la tarde una romería y una subasta de roscos de pan.
La localidad de Casamaría, como otras del municipio, aparece documentada ya en la Edad Media. Casamaría, junto con Camijanes, Cades y Rábago, formó parte del primer ayuntamiento constitucional de Herrerías, durante el Trienio Liberal.
La iglesia parroquial, dedicada a la Virgen de Loreto, conserva un ábside gótico del siglo XVI. El resto es reforma de los siglos XIX y XX. Conserva un retablo con relieves populares. De esta localidad fue Gregorio Molleda, religioso del siglo XVIII.
- Datos: Q5755718